# فاطمه اکبری
فاطمه اکبری کارآفرین اهل افغانستان و مدافع زنان بنیانگذار شرکت گلستان صداقت و سازمان مردم‌نهاد شورای غیردولتی امور زنان است. او در سال ۲۰۱۱ جایزه ۱۰۰۰۰ زن کارآفرین را دریافت کرد.

## حرفه
فاطمه اکبری بعد از مرگ همسرش در سال ۱۹۹۹ از روی ناچاری و به عنوان وسیله‌ای برای حمایت از بچه‌هایش به نجاری رو آورد، کارش را در زیرزمینی در ایران، جایی که خانواده‌اش بعد از کنترل طالبان بر افغانستان به آن گریخته بودند، انجام می‌داد. در سال ۲۰۰۳ به سرزمین مادری‌اش برگشت و کار تولید مبلمان را با تأسیس شرکت گلستان صداقت در کابل در مدرسه نجاری شروع کرد. او تلاش کرد پایگاه نیروی کاری برای کسب درآمد برای زنانی که شوهرانشان در طول جنگ افغانستان کشته یا ناتوان شده‌اند درست کند. در سال ۲۰۰۹ در برنامه حمایت مالی گلدمن ساکس از ۱۰۰۰۰ زن در دانشگاه آمریکایی افغانستان ثبت‌نام کرد. هدف این برنامه تربیت زنان کشورهای در حال توسعه در رشته کسب و کار و مدیریت بود. در مناطق تحت تسلط طالبان از طریق مذاکره با رهبران محلی و یادآوری این مطلب «برای طالبان خوب است در مسائل مملکت مشارکت کرده و ببیند که با بیرون رفتن زنان از خانه هیچ مشکلی پیش نمی‌آید.» توانست اقداماتش را گسترش داده و برای زنان کلاس سوادآموزی دایر کند.
در سال ۲۰۰۴ فاطمه اکبری سازمان مردم‌نهاد شورای امور زنان افغانستان برای تربیت زنان در رشته صنایع دستی و همین‌طور آموزش حقوق بشر به هر دو جنس بنیانگذاری کرد. تخمین زده می‌شود از سال ۲۰۱۱ با سازمان مردم‌نهاد و کسب و کار خودش ۵٬۶۱۰ نفر از مردم افغانستان را آموزش داده‌است.

## جایزه ۱۰۰۰۰ زن کارآفرین
در ۱۲ آوریل سال ۲۰۱۱ مفتخر به دریافت جایزه ۱۰۰۰۰ زن کارآفرین در مراسم جوایز جهانی رهبری شد. هنگام دادن جایزه ویتال ویسس (سازمان صداهای حیاتی) از او اینگونه تقدیر کرد:
«به خاطر کار او برای توانمند ساختن دیگر زنان افغان-از طریق آموزش و استخدام آنها در شرکت نجاری‌اش - و از طریق سوادآموزی و آموزش مهارتها که از طریق سازمان مردم‌نهاد او در مناطق تحت تسلط طالبان بدین منظور فراهم شده‌است.»

## کار بیشتر
در ۳۰ و ۳۰ مارس سال ۲۰۱۱ اکبری از اعضای شرکت‌کننده در کنفرانس دو روزه‌ای بود که در دالاس توسط رئیس‌جمهور سابق آمریکا جرج دابلیو بوش و رئیس‌جمهور افغانستان حامد کرزی برگزار شده بود. این کنفرانس ساخت آینده افغانستان: ترویج آزادی زنان و توسعه فرصت‌های اقتصادی آنها نام‌گذاری شده بود.